# Germán Arangio
Carlos Germán Arangio (ur. 23 maja 1976 w Buenos Aires) – argentyński piłkarz występujący na pozycji napastnika.

## Kariera klubowa
Arangio jest wychowankiem zespołu Racing Club de Avellaneda, w którego barwach zadebiutował w argentyńskiej Primera División – 5 sierpnia 1994 w przegranym 0:1 spotkaniu z Ferro Carril Oeste. Ogółem barwy Racingu reprezentował przez ponad dwa lata, jednak nie potrafił sobie wywalczyć miejsca w wyjściowym składzie, zdobywając tylko jedną bramkę w ośmiu ligowych spotkaniach.
Latem 1996 Arangio przeszedł do meksykańskiego Toros Neza. W tamtejszej Primera División pierwszy mecz rozegrał 24 sierpnia 1996 w wygranym 2:1 meczu z Tecos UAG, natomiast premierowego gola strzelił 29 września tego samego roku w wygranej 2:0 konfrontacji z Veracruz. Już w kolejnym sezonie – Verano 1997 – wywalczył z Toros wicemistrzostwo Meksyku, z 8 golami na koncie będąc drugim najlepszym strzelcem ekipy, zaraz po Rodrigo Ruizie. Po rozgrywkach 1999/2000 spadł razem ze swoją drużyną do drugiej ligi. Ogółem w zespole Toros spędził cztery sezony, zdobył 45 goli w 139 ligowych meczach i został zapamiętany za stworzenie solidnego duetu atakujących ze swoim rodakiem Antonio Mohamedem.
Latem 2000 Arangio został zawodnikiem innej meksykańskiej drużyny – Atlante FC. Tam spędził rok, po czym powrócił do Toros Neza występującego w drugiej lidze. Później podpisał kontrakt z CD Zacatepec, także z drugiej ligi meksykańskiej, a w letnim okienku transferowym 2003 przeszedł do Emirates Club ze Zjednoczonych Emiratów Arabskich. W 2005 roku został ściągnięty przez trenera Hugo de Leóna do brazylijskiego Grêmio FBPA, gdzie nie rozegrał jednak ani jednego ligowego meczu. Kilka miesięcy później powrócił do ojczyzny, zasilając drugoligowy Huracán, którego trenerem był jego były kolega klubowy z Toros – Antonio Mohamed. Pełnił tam jedynie funkcję rezerwowego i zajął z Huracánem drugie miejsce na zapleczu najwyższej klasy rozgrywkowej.
Rok 2006 Arangio spędził w chilijskiej Primera División – pierwsze półrocze w barwach Audax Italiano, a drugie sześć miesięcy w Palestino, z którymi nie odniósł jednak żadnych sukcesów. Wiosną 2007 znalazł zatrudnienie w kolumbijskiej Américe Cali, gdzie dwukrotnie pojawiał się na ligowych boiskach. Podczas sezonu Apertura 2007 grał w trzeciej lidze argentyńskiej, w skromnym zespole Club Alumni. W 2008 roku był graczem brazylijskiego Resende, występującego w jednej z niższych lig. Karierę zakończył w wieku 33 lat jako zawodnik drugoligowego meksykańskiego Albinegros de Orizaba.

## Kariera reprezentacyjna
W 1995 roku Arangio został powołany przez selekcjonera José Pekermana do reprezentacji Argentyny U–20 na Młodzieżowe Mistrzostwa Ameryki Południowej. Tam strzelił trzy gole w pięciu spotkaniach i zajął ze swoją kadrą drugie miejsce, kwalifikując się na światowy czempionat. Kilka miesięcy później Arangio znalazł się w składzie na Mistrzostwa Świata U–20 w Katarze, na których rozegrał trzy mecze bez zdobyczy bramkowej, natomiast młodzi Argentyńczycy wywalczyli tytuł młodzieżowych mistrzów globu.